# 2288 Karolinum
2288 Karolinum (1979 UZ) là một tiểu hành tinh vành đai chính được phát hiện ngày 19 tháng 10 năm 1979 bởi L. Brozek ở đài thiên văn Klet.